# Friedrich Zikoff
Friedrich Zikoff (Thorn, West-Pruisen (nu: Toruń in Polen), 21 mei 1824 – Glatz, Silezië (nu Kłodzko in Polen), 22 april 1877) was een koninklijk Pruisische componist en dirigent.

## Levensloop
Zikoff ging op 18-jarige leeftijd naar het militair en werd lid van de kapel van het 1e Posener Infanterie-Regiment No. 18, van waar hij naar Annerberg afcommandeert werd. Na zijn opleiding kwam hij naar hetzelfde regiment weer terug. Mit deze kapel trok hij 1864 ook in de Tweede Duits-Deense Oorlog, 1866 in de Pruisisch-Oostenrijkse Oorlog en 1870/1871 in de Frans-Duitse Oorlog naar Frankrijk. In de functie als kapelmeester bleef hij tot zijn overlijden.
Als componist schreef hij een aantal marsen en dansen voor zijn kapel, maar ook vandaag zijn er nog werken in een boekje van historische marsen.

## Composities

### Werken voor harmonieorkest
- 1872 - Auf hoher Alp!, idylle, opus 78
- 1872 - Der Tyroler und sein Liebchen, idylle
- Alt und Jung, polonaise
- Amusement-Quadrille, opus 52
- Bois Boudrant, mars, opus 82
- Der Achtzehner!, opus 85
- Defiliermarsch
- Deutscher-Kaiser-Marsch (in: Sammlung Deutscher Armeemärsche, II. - no. 259 )
- Die Fantasten, wals, opus 50
- Duftende Blumen, wals
- Düppeler Morgenrot, mars (in: Sammlung Deutscher Armeemärsche, II. - no. 188 )
- Eliseéische Freuden
- Frohsinn, polka, opus 118
- Fuerstensteiner-Galopp, op. 41
- Im Wald und auf der Heide!, Jagd-Fantasie, opus 46
- Kugel und Kegel, galop
- Parole d'Amour, fantasie, op. 25
- Romanesca, grote fantasie, opus 33 no. 3
- Ruzza, polka mazurka
- Siegesmarsch von Rezonville, op. 59
- Souvenir-Marsch, opus 43
- Tartaren-Galopp, op. 42
- Uebern Rhein, mars opus 58